# 迦梨陀娑
迦梨陀娑（天城文：कालिदास，拉丁化：Kālidāsa，4世紀—5世紀），古梵文作家，被认为是印度歷史上最偉大的劇作家和詩人，其劇作及詩詞多基於印度吠陀、罗摩衍那、摩诃婆罗多及往世书。目前留下的有三部劇本、二部史詩以及二首較短的詩。
惟其生平大多仍屬未知，僅能從劇作及詩詞中推測，其在世期間尚無法準確界定，但大多數認為落在西元5世紀。

## 生平
迦梨（Kāli）是女神的名字，陀娑（dāsa）意为奴隶，全意是“迦梨女神的奴隶”。一说迦梨陀娑是婆罗门婆羅門家庭，很早成為孤兒，由牧人收养，后青年牧人冒充智者，与一位公主波罗奈結婚。沒有太多的教育使得他因此無知和粗俗，他感到羞愧。获得迦梨女神的恩赐，成为诗人。
又一說迦梨陀娑晚年访问斯里兰卡，在名妓宅第的墙上看见斯里兰卡国王鸠摩罗陀娑的半首诗：“百聞不如一見的莲花上生着的莲花”。他一時技癢写了下半首：“姑娘啊，你莲花般的面容上生着一双莲花眼”。鸠摩罗陀娑重金悬赏下半首诗，妓女打算冒领赏金，当夜害死了迦梨陀娑。鸠摩罗陀娑查明真相，为迦梨陀娑举行火葬，鸠摩罗陀娑也投身火中，自焚而死。

## 年代
迦梨陀娑的生活年代失考，僅知他生活在笈多王朝，有專家说他生于公元前幾百年，有人说他生在公元后幾百年。目前較廣泛的接受年代是公元四世紀。
按照印度传统说法，迦梨陀娑是超日王宫廷的“九宝”之一。他是史诗《鸠摩罗出世》、《罗怙世系》、詩歌《行雲使者》、《時令之環》、和剧本《沙恭达罗》、《摩羅維迦與火友王》的作者。印度现存迦梨陀娑的梵语文学作品有40多部，但多数是后人伪作。《沙恭达罗》为迦梨陀娑赢得世界性的声誉。1789年英国梵文專家威廉·琼斯率先将《沙恭达罗》译成英文出版。他在梵文文學的地位有如威廉·莎士比亞在英文文學的地位。

## 作品

### 史詩
迦梨陀娑作了兩部大诗（mahakavya）：《鳩摩羅出世》（Kumārasambhava，Kumara是兒子，sambhavam表示一件事發生的可能性，此處是指出生，因此名稱意義是兒子的出生）及《羅怙世系》（Raghuvaṃśa）。
- 《鳩摩羅出世》（Kumārasambhava）：Kumara是兒子，sambhavam表示一件事發生的可能性，此處是指出生，因此名稱意義是兒子的出生。此史詩是敘述女神雪山神女的出生及成長，嫁給湿婆，之後生下了兒子鳩摩羅（Kartikeya）。
- 《羅怙世系》（Raghuvaṃśa）是有關羅怙王朝的史詩。

### 詩歌
迦梨陀娑也寫過二首小詩（khandakavyas）
- 述事詩[6]：《时令之环》 （Ṛitusaṃhāra）描述一對情侶所經過的六個季節[N 1]。
- 對句詩（Elegiac）：迦梨陀娑也創作過他自己的詩歌體裁[6]，《行雲使者》（Meghadūta，雲使，雲的使者[6]），是夜叉想要透過雲送信給他心愛的人的故事。這是迦梨陀娑最著名的詩，也有許多針對這首詩的評論。

### 劇本
迦梨陀娑寫過三部劇本。評論家曾遍認為其中的《沙恭達羅》是經典之作，這是第一部翻譯為英文的梵文作品，後來也翻譯成許多語言

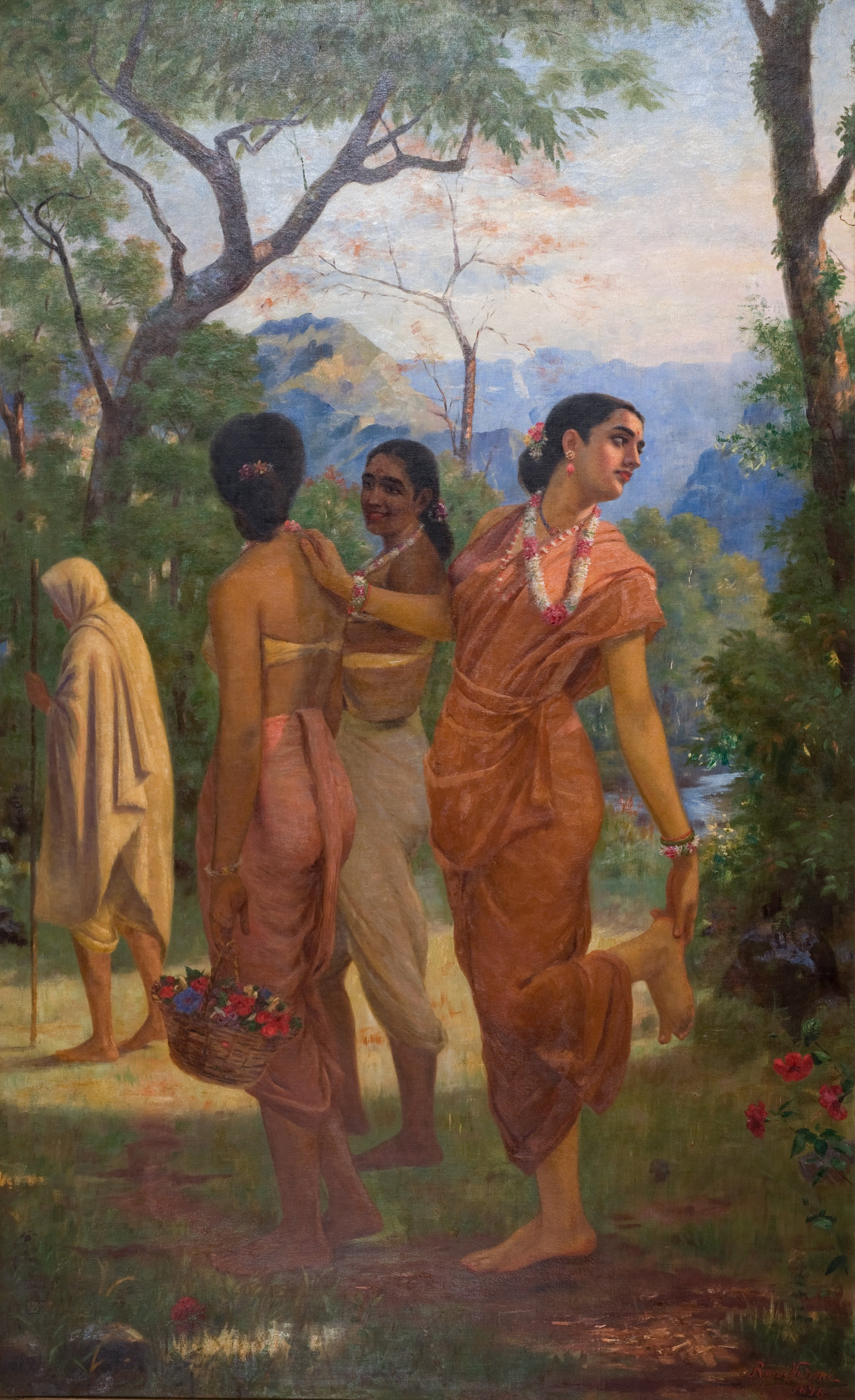
沙恭達羅停下來，回頭看豆扇陀，Raja Ravi Varma（1848-1906）

- 《摩羅維迦與火友王》（Mālavikāgnimitram）是有關古印度國王火友王（阿耆尼密多罗）的故事[8]，他看到一個被流放，名叫摩羅維迦（Mālavikā）的女孩的像，就愛上了她。皇后發現她先生對這個女孩的熱情，非常生氣，因此監禁了摩羅維迦，後來發現摩羅維迦其實有公主的身份，因此她也可以成為皇后。
- 《沙恭達羅》（Shakuntala）是有關國王豆扇陀（Dushyanta）和沙恭達羅（Shakuntala）的故事[8]。他在一次打獵時遇到了智者的養女沙恭達羅，和她結婚。當豆扇陀被召喚回宮時，懷有身孕的沙恭達羅發生了不幸，她無意間觸怒了一位來訪的智者，智者詛咒豆扇陀會完全的忘記沙恭達羅，直到豆扇陀看到他留給沙恭達羅的戒指才會恢復記憶。懷著身孕的沙恭達羅在前往宮廷的路上，弄丟了戒指，因此國王沒有認出她，她只好從宮廷返家。一名漁夫撿到了戒指，認出了其中皇家的標誌，將戒指還給豆扇陀，豆扇陀才想起沙恭達羅，一意要找到沙恭達羅。约翰·沃尔夫冈·冯·歌德非常喜歡這部作品，這部作品後來由英文翻譯為德國，在歐洲為人所知。
- 《优哩婆湿》（Vikramōrvaśīyam）是凡人國王補盧羅婆娑（Pururavas）和天仙女优哩婆湿（Urvashi）相戀的故事[8]。优哩婆湿是仙女，必需返回天上。由於不幸的事故，讓她以凡人的身份回到人間，只要她看到所養育的小孩時，她就會死去（然後再回到天上）。在一連串的不幸後（甚至优哩婆湿暫時變成藤蔓），詛咒解除了，他們可以繼續留在人間。

## 風格
迦梨陀娑的詩歌以其優美的意象和比喻的使用。以下是從他的一些作品樣本詩句。
《鳩摩羅出世》是一個著名的例子。雪山神女乌玛（Umā）整個夏天都在打坐，直到季風到達後，第一雨滴落在她身上，她說：
| nikāmataptā vividhena vahninā nabhaścareṇendhanasaṃbhṛtena ca । tapātyaye vāribhir ukṣitā navair bhuvā sahoṣmāṇam amuñcad ūrdhvagam ॥ sthitāḥ kṣaṇaṃ pakṣmasu tāḍitādharāḥ payodharotsedhanipātacūrṇitāḥ । valīṣu tasyāḥ skhalitāḥ prapedire cireṇa nābhiṃ prathamodabindavaḥ ॥ — Kumārasambhava 5.23–24 | 烏瑪仍坐著由火焰燒烤 太陽之火，大火點燃著出生。 直到夏天結束前的雨水。 水汽從她的身體上升，如同它從大地上升。 與瞬間的停頓，第一滴雨水 落在她的睫毛和她的唇上， 接著落在她的乳房的高處， 橫跨梯子她的腰，然後接著滑落 慢慢地停在她的肚臍上。 — 譯自Ingalls |

在另一部作品《罗怙世系》中，國王Aja哀悼死亡的Indumati：
| na pṛthagjanavac chuco vaśaṃ vaśinām uttama gantum arhasi । drumasānumatāṃ kim antaraṃ yadi vāyau dvitaye 'pi te calāḥ ॥ —Raghuvaṃśa 8.90 | 王阿！你是最好的自制男性。這並不適合你，像普通人被憂傷擊中一樣。如果風很大，同樣可以移動的大樹和群山，這該如何才能更好？ |

## 影響
迦梨陀娑啟發了十九世紀以及二十世紀初的歐洲文藝圈，由卡米耶·克洛岱爾的雕塑Shakuntala即可證明。
Koodiyattam藝術家以及Natya Shastra學者Māni Mādhava Chākyār（1899–1990）編寫了迦梨陀娑的戲劇，包括《沙恭達羅》、《摩羅維迦與火友王》及《優哩婆濕》。
《Asti Kashchid Vagarthiyam》是五幕的梵语戲劇，由Krishna Kumar在1984年所著。此故事改寫自一個盛行的傳說：迦梨陀娑曾經在精神上有些狀況，是因為他太太造成的。Kālidāsā是一位精神有些狀況的牧羊人，他因為一個陰謀，和一位博學的公主Vidyottamā結婚。Vidyottam發現她被騙了，就把Kālidāsā趕出家門，若希望他們恢復婚姻，就要求學，並且成名。她進一步要求Kālidāsā在回來時要回答一個問題：「在表達上有什麼特別之處嗎」（Asti Kashchid Vāgarthah）讓她滿意。後來Kālidāsā成為詩人，又有學問，又成名。
Bishnupada Bhattacharya的《Kalidas o Robindronath》是有關迦梨陀娑和詩人罗宾德拉纳特·泰戈尔的比較研究。
《Ashadh Ka Ek Din》是一部以迦梨陀娑生平中虛構元素為基礎的戲劇。